# Cantón de Saint-Héand
El cantón de Saint-Héand era una división administrativa francesa, que estaba situada en el departamento de Loira y la región de Ródano-Alpes.

## Composición
El cantón estaba formado por nueve comunas:
- Fontanès
- La Fouillouse
- La Talaudière
- La Tour-en-Jarez
- L'Étrat
- Marcenod
- Saint-Christo-en-Jarez
- Saint-Héand
- Sorbiers

## Supresión del cantón de Saint-Héand
En aplicación del Decreto n.º 2014-260 de 26 de febrero de 2014, el cantón de Saint-Héand fue suprimido el 22 de marzo de 2015 y sus 9 comunas pasaron a formar parte del nuevo cantón de Sorbiers.